# Водне поло на літніх Олімпійських іграх 2012
Змагання з водного поло на літніх Олімпійських іграх 2012 року проходили у Ватерпольній арені у Лондоні з 29 липня по 12 серпня. У змаганнях взяли участь чоловічі та жіночі національні збірні. Були розіграні 2 комплекти нагород.

## Кваліфікація

### Чоловіки
За правилами Міжнародної федерації плавання до змагання на літніх Олімпійських іграх 2012 року між національними чоловічими збірними з водного поло допускається 12 команд.
| Країна                            | Місце                 | Дата              | Умови кваліфікації                                                              |
| --------------------------------- | --------------------- | ----------------- | ------------------------------------------------------------------------------- |
| Велика Британія                   | -                     | -                 | Приймаюча країна                                                                |
| Сербія                            | Флоренція             | 21-26 червня 2011 | Переможець Світової ліги водного поло 2011                                      |
| Італія Хорватія Угорщина          | Шанхай                | 16-31 липня 2011  | Учасники півфінальної частини Чемпіонату світу 2011                             |
| США                               | Гвадалахара (Мексика) | 23-29 жовтня 2011 | Переможець турніру з водного поло на Панамериканських іграх 2011                |
| Казахстан                         | Тіба                  | 23-29 січня 2012  | Переможець Чемпіонату Азії з водного поло 2012                                  |
| Австралія                         | -                     | -                 | Єдиний представник Океанії                                                      |
| Чорногорія Іспанія Греція Румунія | Едмонтон              | 1-8 квітня 2012   | Учасники півфінальної частини Кваліфікаційного відбору на Олімпійські ігри 2012 |

### Жінки
За правилами Міжнародної федерації плавання у змагання на літніх Олімпійських іграх 2012 року між національними жіночими збірними з водного поло допускається 8 команд.
| Країна                        | Місце                 | Дата              | Умови кваліфікації                                                              |
| ----------------------------- | --------------------- | ----------------- | ------------------------------------------------------------------------------- |
| Велика Британія               | -                     | -                 | Приймаюча країна                                                                |
| США                           | Гвадалахара (Мексика) | 23-28 жовтня 2011 | Переможець турніру з водного поло на Панамериканських іграх 2011                |
| Китай                         | Тіба                  | 23-29 січня 2012  | Переможець Чемпіонату Азії з водного поло 2012                                  |
| Австралія                     | -                     | -                 | Єдиний представник Океанії                                                      |
| Іспанія Італія Росія Угорщина | Трієст                | 15-22 квітня 2012 | Учасники півфінальної частини Кваліфікаційного відбору на Олімпійські ігри 2012 |

## Календар
| Г | Груповий раунд | ¼ | Чвертьфінали | ½ | Півфінали | Т | Матч за 3-тє місце | Ф | Фінал |

| Раунд↓/Дата → | Нд 29 | Пн 30 | Вт 31 | Ср 1 | Чт 2 | Пт 3 | Сб 4 | Нд 5 | Пн 6 | Вт 7 | Ср 8 | Чт 9 | Чт 9 | Пт 10 | Сб 11 | Нд 12 | Нд 12 |
| ------------- | ----- | ----- | ----- | ---- | ---- | ---- | ---- | ---- | ---- | ---- | ---- | ---- | ---- | ----- | ----- | ----- | ----- |
| Чоловіки      | Г     |       | Г     |      | Г    |      | Г    |      | Г    |      | ¼    |      |      | ½     |       | Т     | Ф     |
| Жінки         |       | Г     |       | Г    |      | Г    |      | ¼    |      | ½    |      | Т    | Ф    |       |       |       |       |

## Жеребкування
За підсумками жеребкування учасники змагань були поділені на дві групи.

### Чоловіки
| - Греція - Італія - Казахстан - Іспанія - Австралія - Хорватія | - Угорщина - Чорногорія - Румунія - Велика Британія - США - Сербія |

### Жінки
| - Угорщина - Іспанія - Китай - США | - Італія - Австралія - Велика Британія - Росія |

## Медальний залік
| Місце  | Країна    | Золото | Срібло | Бронза | Загалом |
| ------ | --------- | ------ | ------ | ------ | ------- |
| 1      | Хорватія  | 1      | 0      | 0      | 1       |
| 1      | США       | 1      | 0      | 0      | 1       |
| 3      | Італія    | 0      | 1      | 0      | 1       |
| 3      | Іспанія   | 0      | 1      | 0      | 1       |
| 5      | Австралія | 0      | 0      | 1      | 1       |
| 5      | Сербія    | 0      | 0      | 1      | 1       |
| Всього | Всього    | 2      | 2      | 2      | 6       |

### Чемпіони та призери
| Дисципліна | Золото | Срібло | Бронза |
| ---------- | --- | --- | --- |
| Чоловіки   | Хорватія (CRO) Йосип Павич Дамір Бурич Міхо Бошкович Нікша Добуд Маро Йокович Петар Муслім Іван Булюбашич Андро Бушлє Сандро Сукно Самір Барач Ігор Гінич Пауло Обрадович Франо Вічан                | Італія (ITA) Стефано Темпесті Амауріс Перес Нікколо Джітто П'єтро Фільйолі Алекс Джорджетті Мауріціо Фелуго Массімо Джакоппо Валентіно Галло Крістіан Прешутті Дені Фйорентіні Маттео Айкарді Данієл Премуш Джакомо Пасторіно | Сербія (SRB) Слободан Соро Алекса Шапоньїч Живко Гоцич Ваня Удовичич Душан Мандич Душко Пієтлович Слободан Нікич Мілан Алексич Нікола Раден Філіп Філіпович Андрія Прлайнович Стефан Мітрович Гойко Пієтлович |
| Жінки      | США (USA) Елізабет Армстронг Гезер Петрі Мелісса Сейдеманн Бренда Вілла Лорен Венгер Меггі Стеффенс Кортні Метьюсон Джессіка Стеффенс Елсі Вайндс Келлі Ралон Анніка Драйз Камі Крейг Тумуаялії Анае | Іспанія (ESP) Лаура Естер Марта Бах Анна Еспар Росер Тарраго Матільде Ортіс Дженніфер Переха Лорена Міранда Марія дель Пілар Пенья Андреа Блас Она Месегер Марія Гарсія Годой Лаура Лопес Ана Копадо                          | Австралія (AUS) Вікторія Браун Джемма Бідсворт Софі Сміт Голлі Лінкольн-Сміт Джейн Моран Бронвен Нокс Ровена Вебстер Кейт Джинтер Гленкора Ралф Ешлі Саутерн Мелісса Ріппон Нікола Загейм Алісія Маккормак    |